# Bushmeat
Bushmeat è una parola inglese che significa selvaggina (letteralmente carne da cespuglio).
Il termine viene utilizzato per indicare la carne degli animali selvatici terrestri uccisi nelle foreste tropicali di Asia, Africa e Sudamerica, per la sussistenza o per la vendita nei mercati locali. In origine il termine si applicava alla sola carne venduta in Africa occidentale.

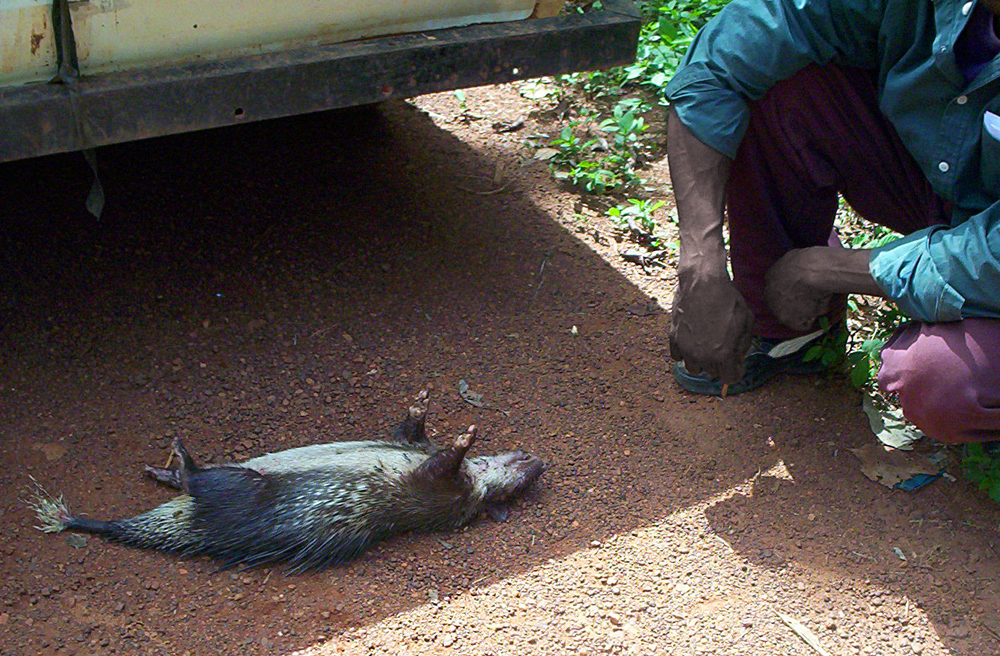
Porcospino in vendita come prodotto di alimentazione (East Region, Camerun)

Le popolazioni africane cacciano gli animali da tempo immemorabile, ma la recente introduzione delle armi da fuoco ha portato fin quasi all'estinzione alcune specie. Parte della carne arriva anche sui mercati occidentali, rendendo il problema di portata internazionale (la cosiddetta bushmeat crisis).
Le specie cacciate più comunemente sono primati, ungulati, roditori e uccelli. La composizione della bushmeat varia in base a fattori geografici, alle preferenze del cacciatori e ai loro tabù.
La caccia si svolge nelle dense foreste pluviali. Di tutte le specie cacciate, quelle che hanno fatto più eco nel mondo sono i grandi primati africani: gorilla, scimpanzé e bonobo.
Molte associazioni, sia a livello internazionale (WWF) che locale, si impegnano nel sensibilizzare la popolazione locale sugli effetti della caccia sulle popolazioni di animali, oltre che sull'intelligenza di queste scimmie e sulla loro capacità di provare sentimenti simili a quelli dell'uomo. Sono anche state lanciate iniziative per la cura degli animali rimasti orfani a causa dei bracconieri: allevati in appositi orfanotrofi, questi animali vengono poi reinseriti in natura una volta raggiunta l'età adulta.
Un forte contributo al fenomeno "bushmeat" è dato dalle grandi compagnie minerarie e del legname. Costruendo strade e ferrovie attraverso le foreste, queste compagnie hanno facilitato ai cacciatori l'accesso a zone prima inaccessibili. Contemporaneamente, virus precedentemente isolati dalla foresta vergine sono venuti in contatto con l'uomo, assumendo forma di epidemia (è il caso dell'Ebola).